# Brigitte Göttling
Brigitte Göttling (geboren 27. April 1958) ist eine deutsche Juristin, Richterin und Gerichtspräsidentin. 2010 wurde die Juristin an die Spitze des Landesarbeitsgerichts Düsseldorf berufen.

## Karriere
Nach dem Abitur studierte Brigitte Göttling Jura. Sie beendete das Studium mit der Ersten Juristischen Staatsprüfung. Nach dem Rechtsreferendariat absolvierte sie die Zweite Juristische Staatsprüfung.
Zu Beginn ihrer beruflichen Laufbahn war die Juristin seit 1985 an verschiedenen Arbeitsgerichten als Richterin tätig.
Nach einer Abordnung an das Landesarbeitsgericht Düsseldorf wurde sie 1999 zur Direktorin des Arbeitsgerichts Krefeld ernannt.
2002 folgte eine Abordnung an das Justizministerium des Landes Nordrhein-Westfalen. Dort leitete sie das Referat für die Personalangelegenheiten der Arbeits- und der Sozialgerichtsbarkeit des Landes.
Im Jahr 2004 wurde sie zur Vorsitzenden Richterin am Landesarbeitsgericht Düsseldorf befördert und 2007 zu dessen Vizepräsidentin.
Am 25. Februar 2010 wurde sie von Justizministerin Roswitha Müller-Piepenkötter zur Präsidentin des Landesarbeitsgerichts Düsseldorf ernannt. Sie ging im  August 2024 in den Ruhestand.
Brigitte Göttling ist Mitglied des Justizprüfungsamtes Düsseldorf beim Oberlandesgericht Düsseldorf. Seit vielen Jahren arbeitet sie zudem als Dozentin für verschiedene Fortbildungsträger im Rechtsgebiet Arbeitsrecht, unter anderem die DeutscheAnwaltAkademie Gesellschaft für Aus- und Fortbildung sowie Serviceleistungen mbH in Berlin und die Technische Akademie Wuppertal e. V.
Die Juristin betonte mehrfach die Bedeutung ehrenamtlicher Richter an den Arbeitsgerichten. Die Bedeutung des Ehrenamtes zeige sich vor allem auch darin, dass die ehrenamtlichen Richterinnen und Richter im Verhältnis zur Berufsrichterin und zum Berufsrichter gleiches Stimmrecht haben.

## Ämter und Mitgliedschaften
- Vorstand der Rechts- und Staatswissenschaftlichen Vereinigung e. V.[7]
- Vorsitzende des Präsidialrates der Arbeitsgerichtsbarkeit NRW[8]
- Vorsitzende der Richtervertretungen in der Arbeitsgerichtsbarkeit für den Richterbund der Arbeitsgerichtsbarkeit (RBA–NW)[9][10]
- Mitglied des Beirats an der juristischen Fakultät der Heinrich-Heine-Universität Düsseldorf[11]

## Publikationen (Auswahl)
- Betriebsübergang  vor dem Arbeitsgericht – Verfahrensrechtliche  Aspekte. In: Arbeitsrecht bei Änderung der Unternehmensstruktur, Festschrift für Heinz Josef Willemsen zum 65. Geburtstag ISBN 978-3-504-06023-7
- Die Kündigung schwerbehinderter Menschen – Problembereiche bei der Beteiligung der Schwerbehindertenvertretung. In: Grundlagen des Arbeits- und Sozialrechts: Festschrift für Ulrich Preis zum 65. Geburtstag. ISBN 978-3-406-77060-9
- 75 Jahre Landesarbeitsgericht Düsseldorf. Jubiläumsschrift (Herausgeberin), Düsseldorf 2022